# 嶋本勝博
嶋本 勝博（しまもと かつひろ、1965年7月6日 - ）は、日本の俳優。大阪府出身。九州地方育ち。オリオンズベルト所属。身長172cm。

## 出演

### 映画
- あなたを忘れない - ネットカフェ店長
- 遺体 明日への十日間 - 市役所職員
- 歌謡曲だよ、人生は - レフリー
- 最終兵器彼女 - 隊員
- 猿ロック THE MOVIE
- 劇場版 タイムスクープハンター -安土城 最後の1日 - 班長
- 不撓不屈 - 税務署員

### テレビドラマ
- あいのうた - いちゃつく男
- 仮面ライダー剣 - 爆弾犯
- 新選組血風録 - 枡屋喜右衛門
- SMOKING GUN〜決定的証拠〜
- 平清盛
- Doctor-X 外科医・大門未知子2
- 松本清張ドラマスペシャル・顔
- 武蔵 MUSASHI - 町人
- 龍馬伝 - 使用人
- 刑事のまなざし 第10話（2013年12月9日、TBS） - タクシー運転手 役
- グッドパートナー 無敵の弁護士（2016年） - 木曽川秀夫

### 再現ドラマ
- GIRLSAGOGO!美少女クラブ31
- カスペ!
- くりぃむしちゅーのたりらリラ〜ン
- 経済ドキュメンタリードラマ ルビコンの決断
- 芸能プロフィール刑事 - カメラマン
- 国産ひな娘
- こたえてちょーだい!
- ザ・ジャッジ! 〜得する法律ファイル - プロデューサー
- ザ!世界仰天ニュース - 医者
- 最終警告!たけしの本当は怖い家庭の医学
- サンデープロジェクト - 官僚
- 人生が変わる1分間の深イイ話
- 総合診療医ドクターG
- タイムスクープハンター - 島本、大目付
- 追跡
- 中居正広の金曜日のスマたちへ - 友人 ほか
- 未来創造堂

### 舞台
- 浅草オアシス - 滝田玉吉
- 浅草健康オアシス - 菅原文太
- 改訂版ハレタヒニ
- 三文オペラ
- 粗葱重ね
- タダモノ
- 地球滅亡と僕 - 父、侍
- 花火
- 薔薇のころを過ぎても
- はるの怪談オツリキ
- 判官びいき
- フカヒレ
- 星に願いを
- みごとな女/赦せない行為
- むらむらするの
- 盛り上がれ心臓 - 鈴木明

### CM
- エポック社 体感ゲーム（お父さん）
- 大塚食品 MATCH（お父さん）
- 大塚製薬 ソイカラ（司会者）
- OPPO（コック）
- コジマ（サラリーマン）
- 東京コムウェル（コック）
- 日清具多（サラリーマン）
- ブルボン プチシリーズ（パパ）
- ベスト電器（店員）
- リンナイ（お父さん）
- ロト6（おじさん）

### VP
- 第一法規